# Klasztor Franciszkanów w Osiecznej
Klasztor franciszkanów w Osiecznej – klasztor franciszkanów, wchodzący w skład prowincji wielkopolskiej, na terenie archidiecezji poznańskiej, w Osiecznej w województwie wielkopolskim.

## Historia
Franciszkanów reformatów sprowadził do Osiecznej w 1622 Adam Olbracht Przyjemski. Murowany klasztor został wzniesiony w latach 1680-1682. Projektantem budowli klasztoru i kościoła był Pompeo Ferrari. Wspólnota zakonna została skasowana przez władze pruskie w 1834. Klasztor wrócił w ręce franciszkanów z prowincji Wniebowzięcia NMP Zakonu Braci Mniejszych w 1928. W konwencie przebywał m.in. sługa Boży o. Euzebiusz Huchracki OFM. W 1941 okupacyjne władze niemieckie zamieniły klasztor w więzienie, wypędzając zakonników. Franciszkanie z prowincji Wniebowzięcia wrócili do Osiecznej po II wojnie światowej. W 1991 klasztor znalazł się w nowo powstałej prowincji poznańskiej Zakonu Braci Mniejszych.
W przyklasztornym kościele św. Walentego znajduje się cudami słynący obraz Matki Bożej Bolesnej tzw. Osieckiej. Obraz koronował koronami papieskimi 5 sierpnia 1979 abp Jerzy Stroba. W klasztorze prowadzony jest nowicjat prowincji poznańskiej. W 1984 miał miejsce pożar, po którym przeprowadzono remont kościoła.